# Сургутська ТЕС-1
Сургутська ТЕС-1 — теплова електростанція в Тюменській області Росії. 
В межах проекту спершу ввели в дію пускорезервну ТЕЦ, яка стала до ладу в 1971-му та мала два парові котла продуктивністю по 75 тон пари на годину та парову турбіну потужністю 12 МВт (виведена з експлуатації у 2011 році). Далі почався запуск основних енергоблоків, а саме: 
- 13 блоків з паровими турбінами типу К-210-130 потужністю 210 МВт, які стали до ладу в 1972, 1973 (два), 1974, 1975 (два), 1977, 1978 (два), 1979 (два), 1981 та 1983 роках (блоки 1 – 11, 13 та 16);
- 1 блок з паровою турбіною типу Т-178/210-130-3 потужністю 178 МВт (блок 12);
- 2 блока з паровими турбінами типу Т-180/210-130-3-1 потужністю по 180 МВт (блоки 14 та 15).
Кожен блок має паровий котел типу ТГ-104 продуктивністю по 670 тон пари на годину.
Як паливо ТЕС використовує природний газ, джерелом якого в районі Сургуту можуть бути газопроводи Нижньовартовськ – Сургут та Уренгой-Челябінськ – Сургут, Сургутський газопереробний завод та Південно-Балицький ГПЗ. 
Видалення продуктів згоряння відбувається через дві труби заввишки по 235 метрів.
Для охолодження використовують воду із річки Чорна (права притока Обі).
Видача продукції відбувається по ЛЕП, що працюють під напругою 500 кВ та 220 кВ.